# Укрдіпродор
«Укрдіпродор» - Український державний інститут з проектування об'єктів дорожнього господарства. Організований у 1939 році.
Адреса: УКРАЇНА,  03680. р. Київ-680,  Повітрофлотський проспект,  39/1
Об'єктами господарської діяльності інституту є:
1. автомагістралі,  автомобільні дороги різних категорій;
2. мостові споруди (мости,  шляхопроводи,  естакади);
3. транспортні розв'язки,  перехрещення,  прилягання;
4. виробничі бази будівельних організацій;
5. комплекси дорожньо-експлуатаційної та автотранспортних служб;
6. виробничі та громадські будівлі та споруди;
7. інженерна інфраструктура;
8. Протидеформаційні споруди.

Фахівці інституту:
1. виконують повний комплекс інженерних та спеціальних досліджень: інженерно-геодезичних; інженерно-геологічних; інженерно-гідрометеорологічних;
2. здійснюють авторський нагляд та інженерний супровід будівництва;
3. надають консультаційні послуги організаціям транспортного будівництва;
4. розроблять державні та відомчі нормативні документи дорожнього комплексу.